# Ricardo López Méndez
Ricardo López Méndez, el Vate (7 de febrero de 1903 - 28 de diciembre de 1989) fue un poeta, escritor, periodista, locutor y publicista mexicano. Nació en Izamal, Yucatán y falleció en Cuernavaca, Morelos, México, en 1989. Hijo de Juan López Pacheco y de Francisca Méndez Palma. Fue socio fundador de la Sociedad de Autores y Compositores de México.

## Juventud
Hizo sus primeros cursos en su lugar natal, Izamal, en la escuela "Perseverancia" del reconocido educador Tiburcio Mena Osorio, para más tarde irse a vivir a Mérida, la capital del estado de Yucatán, en donde estudió, primero, en el Instituto Literario y después, en la Escuela Modelo. 
Desde muy joven destacó por su talento literario, habiendo pertenecido en la década de los 20 al grupo Esfinge, integrado por los literatos yucatecos José Esquivel Pren, Filiberto Burgos Jiménez, Oswaldo Baqueiro Anduze, Alberto Bolio Ávila, José Salomón Osorio, Clemente López Trujillo, Luis Augusto Rosado, Ernesto Albertos y Ramón Mendoza Medina. Fue también coetáneo, paisano izamaleño y sostuvo perdurable amistad con Miguel Ángel Menéndez Reyes, premio nacional de literatura (México) en 1940
El Poema de las Alas, declamado públicamente en 1925 en una reunión del mencionado grupo fue la primera obra que proyectó a López Méndez en su medio local. En ese entonces el Estado de Yucatán se encontraba en caótica situación política después del fusilamiento en 1924 del líder socialista y exgobernador del estado Felipe Carrillo Puerto, con quién El Vate se había vinculado desde 1920, y de quien recibiera el nombramiento de Director de la Biblioteca Zamná del Partido Socialista del Sureste. López Méndez había acompañado al prócer Carrillo Puerto en su último viaje al oriente de Yucatán, después del cual fue fusilado.

## El Vate
Se llama vate al poeta que vaticina el devenir y canta la memoria de su pueblo. López Méndez recibió este apelativo que llevó con orgullo a lo largo de su vida literaria en honor a su genio creativo y al arraigo de su obra en la sensibilidad del pueblo mexicano que lo hizo su cantor por excelencia a partir de la que tal vez fue su poesía cumbre: El Credo (México, creo en ti.)

### México, creo en ti...
Fue esta poesía la que despertó el reconocimiento hacia su autor en 1940, cuando fue publicada. Por ella, otro poeta yucateco, Antonio Mediz Bolio, otorga la dignidad de "El Vate" a López Méndez aduciendo que nadie había captado con más intensidad y cercanía "el maravilloso misterio" de la patria mexicana.
Es este poema también el que hace decir a Alfonso Reyes: "en ella (en la poesía), la voz de López Méndez se convierte en voz de su pueblo y ejerce así su más alta función".
Dice así el primer verso del poema:

### Poesía musicalizada
El primer poema suyo hecho canción, en 1925, Languidece una estrellita, fue musicalizado por Ricardo Palmerín. De ahí, "El Vate" se proyectó como inspirado poeta cuya obra habría de recorrer el mundo entero envuelta en la música de los mejores compositores de la época y cantadas por los más afamados intérpretes del momento. Canciones como Nunca, Golondrina viajera, Quisiera y Aléjate, con música de un inmortal de la trova yucateca, Guty Cárdenas, han dado la vuelta al orbe y siguen, después de más de setenta años de haber sido compuestas, siendo cantadas y grabadas por los más afamados intérpretes como Julio Iglesias y Plácido Domingo.

Fueron 150 los poemas de Ricardo López Méndez que se musicalizaron para volverse canciones y que siguen habitando en el corazón musical de México y de muchos otros países. Además de los ya mencionados compositores, otros famosos pusieron música a la letra de "El Vate": Alfonso Esparza Oteo, clásico del vals mexicano, Íntimo secreto; Tata Nacho (Ignacio Fernández Esperón), que dio a la soprano Ernestina Garfias Primaveral para su interpretación en el Palacio de Bellas Artes, de la capital de la república mexicana; Mario Talavera, Amar en silencio; Gabriel Ruiz Galindo responsable de haber musicalizado 38 poemas de López Méndez, entre los cuales Amor, amor y Desesperadamente; Gonzalo Curiel Barba, (Tu Partida); hasta el propio Agustín Lara con Puerto Nuevo y Callecita, entre otros muchos conocidos compositores.

### Otros versos
Otros versos de Ricardo López Méndez que no fueron transportados al pautado alcanzaron fama plena. Destacan además del Credo, Voz en la Piedra (1942), dedicado a Yucatán con motivo del 4.º Centenario de la fundación de la Ciudad capital del Estado, Mérida, y cuya edición fue prologada por Antonio Mediz Bolio; Poema en tu cuerpo (1949); Aquí estamos y Morelos.
De Voz en la Piedra se recoge, como muestra del estilo del autor, uno de los versos referido a la fundación de la ciudad de Mérida, la de Yucatán:

## Prosa
No solo en la poesía alcanzó renombre López Méndez. Su prosa también mereció elogio del público y de la crítica literaria: Estampas de la Historia de México, La imprenta en Yucatán, Lope de Vega y José María Vigil, son algunos de los libros que salieron de la pluma de este autor. Como periodista colaboró en varios de los más importantes periódicos de Yucatán y de la Ciudad de México: El Diario de Yucatán, El Universal Gráfico, Excélsior, Novedades, El Nacional, acogieron por más de cuarenta años sus artículos.

## Publicista y locutor
Se desempeñó como locutor y publicista destacando su colaboración en la XEW desde la fundación de esa radiodifusora en donde ejerció usando su abaritonada voz junto a la de otros famosos como Pedro de Lille, su paisano Humberto G. Tamayo y Manuel Bernal, gran declamador de México, cuya interpretación del Credo se hizo famosa.
Ricardo López Méndez incursionó exitosamente como empresario en la radiodifusión, habiendo fundado y dirigido varias estaciones transmisoras en el territorio mexicano, desde Tamaulipas hasta Yucatán y Quintana Roo.

## Reconocimientos

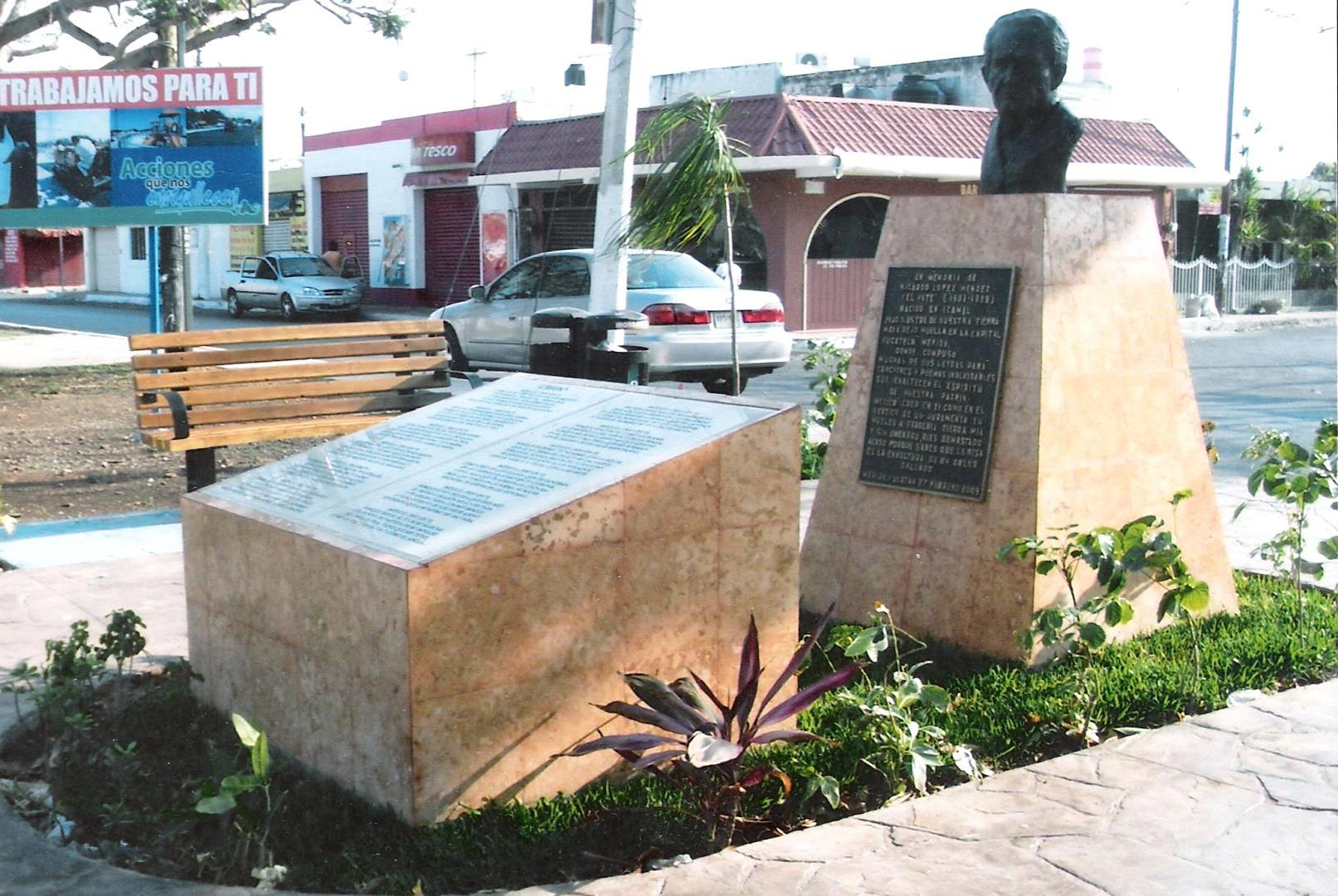
Monumento en honor del Vate López Méndez, en Cordemex, Mérida, Yucatán, México

- Fue Presidente de la Sociedad de Autores y Compositores de México.[5]
- Presea el Monje de Oro de Rubén Darío en la República de Nicaragua
- Medalla Yucatán (1967)
- Medalla Eligio Ancona (1985)
- Medalla Guty Cárdenas (1976) otorgada por el Ayuntamiento de Mérida.
- Hijo Predilecto en varias entidades federativas de México.
- Es frecuente encontrar su busto en bronce, señal de homenaje público, en parques y jardines de la Ciudad de México, Yucatán y otros estados de México.
- Desde principios del 2009 hay una calle que lleva su nombre en el norte de la ciudad de Mérida, Yucatán aledaña al Centro Cultural Obrero que también ha sido nombrado en su homenaje. Esta calle discurre desde la glorieta, frente al Centro de Convenciones Siglo XXI, hasta la Escuela Normal Rodolfo Menéndez de la Peña.[6]